# Leonora dos Sete Mares
Leonora dos Sete Mares é um filme brasileiro de drama de 1955, dirigido por Carlos Hugo Christensen e roteiro de Pedro Bloch. O filme é baseado na peça Leonora de Pedro Bloch. 

## Sinopse
Um grande mistério envolve Leonora, e tudo se agrava quando um estranho chega de Buenos Aires à sua procura, dizendo tê-la conhecido. Apaixonado, fica desesperado quando dizem que ela está morta e, persistente, não acredita no que dizem e passa a procurá-la insistentemente. Ao encontrá-la, se depara com um cruel e inesperado enigma.

## Elenco
| Ator/Atriz         | Papel          |
| ------------------ | -------------- |
| Susana Freyre      | Ana Maria      |
| Jardel Filho       | Gilberto Condé |
| Henriette Morineau | Juliana        |
| Arturo de Córdova  | Paulo          |
| Heloísa Helena     | Laura          |
| Miro Cerni         | Alberto        |
| Rodolfo Mayer      | Ricardo        |
| Oswaldo Louzada    | Calunga        |
| Modesto de Souza   | Sr. Teixeira   |
| Sarah Nobre        |                |
| Anilza Leoni       |                |
| Aracy Cardoso      |                |
| Moacyr Deriquém    |                |
| Adriano Reys       |                |
| Wilza Carla        |                |

## Prêmios
| Ano  | Prêmio                      | Categoria                                                        | Resultado |
| ---- | --------------------------- | ---------------------------------------------------------------- | --------- |
| 1956 | Prêmio Governador do Estado | Melhor Diretor para Carlos Hugo Christensen                      | Venceu    |
| 1956 | Prêmio Governador do Estado | Melhor Trilha Sonora para Enrico Simonetti                       | Venceu    |
| 1956 | Prêmio Saci                 | Melhor Produtor para Roberto Acácio                              | Venceu    |
| 1956 | Prêmio Saci                 | Melhor Cenografia para Darcy Evangelista e Francisco Guglielmino | Venceu    |
| 1956 | Prêmio Saci                 | Melhor Edição para José Cañizares                                | Venceu    |